# Kerstin Szymkowiak
Kerstin Szymkowiak z domu Jürgens (ur. 19 grudnia 1977 w Siegen) – niemiecka skeletonistka, brązowa medalistka olimpijska i trzykrotna medalistka mistrzostw świata.

## Kariera
Pierwszy sukces w karierze osiągnęła 7 lutego 2004 roku, kiedy zajęła pierwsze miejsce w zawodach Pucharu Świata w Siguldzie. W zawodach tych wyprzedziła rodaczki: Steffi Jacob i Dianę Sartor. W sezonie 2003/2004 nie stawała już na podium, jednak w klasyfikacji generalnej zajęła czwartą pozycję. W kolejnych startach wielokrotnie plasowała się w najlepszej trójce, odnosząc łącznie siedem zwycięstw. Najlepsze wyniki osiągała w sezonach 2004/2005 i 2009/2010, które ukończyła na trzeciej pozycji. W pierwszym przypadku wyprzedziły ja Noelle Pikus-Pace z USA i Szwajcarka Maya Pedersen, a pięć lat później lepsze były Kanadyjka Mellisa Hollingsworth oraz Shelley Rudman z Wielkiej Brytanii.
Pierwsze medale na arenie międzynarodowej wywalczyła w 2004 roku. Najpierw zajęła drugie miejsce podczas mistrzostw Europy w Altenbergu, ulegając tylko Sartor. Miesiąc później była trzecia na mistrzostwach świata w Königssee, plasując za Sartor i Lindsay Alcock z Kanady. Na rozgrywanych rok później mistrzostwach Europy w Altenbergu zwyciężyła, jednak podczas mistrzostw świata w Calgary zajęła czwarte miejsce. Walkę o medal przegrała tam z Kanadyjką Michelle Kelly o 0,61 sekundy. Następnie zajęła trzecie miejsce na mistrzostwach Europy w Cesanie w 2008 roku, plasując się za rodaczką Anją Huber i Rosjanką Swietłaną Trunową. Trzecia była również na rozgrywanych rok później mistrzostwach świata w Lake Placid, gdzie szybsze były Marion Trott i Brytyjka Amy Williams. Ostatnie sukcesy osiągnęła w 2010 roku: w styczniu zdobyła srebro mistrzostwach Europy w Igls, a w lutym zajęła drugie miejsce podczas igrzysk olimpijskich w Vancouver. W olimpijskim starcie rozdzieliła na podium Amy Williams i Anję Huber. Był to jej jedyny start na igrzyskach olimpijskich. Medale Szymkowiak i Huber były pierwszymi medalami olimpijskimi w skeletonie wywalczonymi dla Niemiec.
W 2009 roku jej mężem został szwajcarski fizjoterapeuta Philippe Szymkowiak. We wrześniu 2010 roku urodziła córkę, Noalie. W 2011 roku ogłosiła zakończenie kariery.

## Osiągnięcia

### Igrzyska olimpijskie
- Vancouver 2010 – srebro

### Mistrzostwa świata
- Königssee 2004 – brąz
- Altenberg 2008 – brąz
- Lake Placid 2009 – brąz

### Mistrzostwa Europy
- Altenberg 2004 – srebro
- Altenberg 2005 – złoto
- Cesana 2008 – brąz
- Innsbruck 2010 – srebro

### Puchar Świata
- sezon 2004/2005 – 3.
- sezon 2009/2010 – 3.